# Mecistocephalus yanagiharai
Mecistocephalus yanagiharai är en mångfotingart som först beskrevs av Masatoshi Takakuwa 1936.  Mecistocephalus yanagiharai ingår i släktet Mecistocephalus och familjen storhuvudjordkrypare.
Artens utbredningsområde är Taiwan. Inga underarter finns listade i Catalogue of Life.